# Danna Paola (album)
Danna Paola è l'album di debutto della cantante messicana Danna Paola, pubblicato il 5 maggio 2012 su etichetta discografica Universal Music Group.
Dopo aver pubblicato da bambina le raccolte musicali Mi globo azul (2002), Oceano (2004) e Chiquita pero picosa (2005), Danna Paola ha deciso di distaccarsi dal genere bubblegum pop e di approdare verso il genere elettropop e le ballate che caratterizzano quest'album.

## Tracce
1. Cero gravedad – 3:19 (César Miranda, Roxzammy, Michelle Alvarez)
2. Más que amigos – 3:54 (Ashley Grace, Hanna Nicole)
3. Todo fue un show – 3:48 (Dany Tomas, José Luis Ortega)
4. N.U.N.C.A. – 3:10 (Claudia Brant, Tiago D'Errico, Rudy Maya)
5. Curame – 3:58 (Erick Rincón, Toy Hernandez, José Ariel Inzunza)
6. Ruleta – 3:10 (Paty Cantú, Angela Davalos)
7. Comprendo – 3:35 (Baltazar Hinojosa, Jerónimo Sada, Armando Ávila)
8. Labios de cereza – 3:25 (Joy Huerta)
9. No puedo olvidarlo – 3:38 (Sergio Andrade)
10. Agridulce – 3:06 (César Miranda, Roxzammy, Michelle Alvarez)
11. Nuestro amor – 3:15 (Dahiana Rosenblatt, Daniel Ramírez)

Tracce bonus nell'edizione deluxe
1. No es cierto (feat. Noel Schajris) – 3:45 (Noel Schajris, Leonel García)
2. No es cierto (Acoustic Version) – 3:46 (Noel Schajris, Leonel García)
3. Agüita – 3:39 (Javiera Mena, Cristian Heyne)